# Fernand Mysor
Œuvres principales
- De la Terre d’autrefois à la Terre de demain
- Les Semeurs d'épouvante

Compléments
- Influencé par J.-H. Rosny aîné

Fernand Mysor (pseudonyme de Fernand Fricou), né le 18 août 1876 et mort le 2 août 1931, est un poète, romancier et chansonnier français.

## Biographie
Léonce Marie Fernand Fricou est né le 18 août 1876,à Molières dans le Quercy Blanc. Il a passé sa jeunesse à Mathaly, près de Moissac, où ses parents exerçaient en tant qu'instituteurs. Il a suivi ses études au collège de Moissac.
Fernand Mysor a commencé sa carrière dans la presse régionale et a notamment contribué au Figaro, au Journal et au Petit Journal à Paris. 
Il est également membre de la Société des Gens de Lettres et franc-maçon.
Sous le pseudonyme de Fernand Mysor, il publie plusieurs romans à thème préhistorique dans la lignée de J.-H. Rosny aîné, le plus connu étant Les Semeurs d'épouvante, roman des temps jurassiques, paru en 1923, qui relate les aventures de Monteux et de Lucienne, projetés par hypnose dans le passé jusqu'au Jurassique. Ce roman a reçu plusieurs voix au Prix Balzac,. Il est également poète et chansonnier. En tant que dramaturge, il a également collaboré avec M. Montjoyeux pour créer Le Droit d'Aimer, une pièce en trois actes représentée au Théâtre du Parc à Bruxelles. Son engagement dans le monde théâtral est également marqué par sa participation à la publication de L'Absent, l'une des pièces choisies par Antoine lors d'un concours organisé par le fondateur du Théâtre Libre à l'Information.
En 1908, il co-fonde « La Maison des Artistes » avec Jean-José Frappa, Émile Sollar et d'autres, marquant ainsi son engagement dans la promotion des arts. Il rédige vers 1909 le livret d'un acte dramatique Le Sphinx, mis en musique par Jules-Marie Laure Maugüé. 
Comme le souligne Gabriel Reuillard, « Son art vigoureux et direct est inspiré par le seul amour qui ne trompe pas : celui de la nature. En outre, Fernand Mysor est assez généreux pour ajouter à celui-là un amour qui déçoit souvent : celui des hommes. »
Il s'est marié à Mlle Gimet, originaire de Montauban. Fernand Mysor meurt le 2 août 1931 aux suites d'une opération. 
Dans les années 2010, son œuvre est globalement oubliée.

## Accueil critique

### L'âme ardente
Robert Peyronnet exprime une opinion élogieuse sur le roman de Fernand Mysor, le qualifiant de « perle rare » et soulignant qu'il « s'élève prodigieusement au-dessus de nos écrivains modernes ». Il décrit l'œuvre comme « forte » et « belle », affirmant qu'elle n'est pas simplement une critique parmi d'autres mais une véritable « analyse » des luttes et émotions des artistes. Peyronnet insiste sur la sincérité de l'auteur, notant que cette « tranche de vie » est « douloureuse et magnifique », construite avec des souvenirs vécus. Il conclut en affirmant que Mysor a produit un « très beau livre » qui « le place au niveau des meilleurs de ce temps ».

### Les Semeurs d'épouvante
Dans Le Figaro, Jacques Patin souligne que le roman de Fernand Mysor « évoque » à la fois J.-H. Rosny et Wells, mais note que Les Semeurs d'épouvante « ne présentent qu'une analogie fort lointaine » avec leurs œuvres. Il met en avant la « grande richesse d'imagination » de Mysor, ainsi que ses « rares connaissances paléontologiques ». Cependant, Patin indique que l'intrigue repose sur un « sommeil hypnotique » plutôt que sur des machines, et dépeint un voyage « effroyable » à travers le temps. Il décrit la partie la plus « pittoresque » et « saisissante » du roman, où Mysor « ressuscite, anime » un monde préhistorique, offrant ainsi des « visions d'apocalypse » qui rapprochent le lecteur de cette « nature sauvage » peuplée d'animaux géants.
Pierre Bonardi critique le roman Les Semeurs d'épouvante de Fernand Mysor en soulignant qu'il oscille « entre Wells et Rosny aîné, sans pouvoir s’accrocher ni à l’un ni à l’autre ». Il note un manque d’« images à l’échelle » et de « clartés » sur le système de suggestion utilisé par l’auteur. Bonardi estime que le roman « peut-être de grandes qualités scientifiques », mais qu’il « dépasse notre compréhension ». Il conclut en affirmant que l'œuvre souffre d'être « comme un parent pauvre dans la somptueuse collection du roman » où figurent des auteurs renommés.
Paul Lombard (sous le pseudonyme de Louis Méritan) décrit Les Semeurs d'Épouvante de Fernand Mysor comme un « ouvrage d'imagination riche de connaissances paléontologiques ». Il souligne que le récit « commence un angoissant voyage en deçà du temps et de l'espace », où le couple de protagonistes traverse des époques et des décors en transformation. Lombard note que « la nature sauvage les environne » et que l'auteur « a voulu que des sensibilités actuelles affinées aient des perceptions d'autrefois ». Il conclut en affirmant que l'œuvre « nous offre un développement de visions apocalyptiques » qui est « majestueux et saisissant ».  

### Va'hour l'illuminé
Pierre de Lune critique le roman Va’ hour l’Illuminé de Fernand Mysor en soulignant qu’il ne s’agit pas d’une simple réplique aux romans préhistoriques de Rosny, mais d’un « vaste symbole » qui présente une « grande fresque » d’une « force » et d’une « générosité » indéniables. Il note que l’imagination de Mysor est « plus romanesque que scientifique », ce qui le conduit à dépeindre des hommes « beaucoup plus civilisés » que ceux de la préhistoire. Bien que de Lune reconnaisse la « beauté » des images et la « sensibilité » de l’auteur, il exprime une méfiance face à cette vision idéalisée, suggérant que la réalité devait être « bien autrement » que ce qui est présenté.

### La Ville assassinée
Jean de Bregille souligne que la « qualité maîtresse » de l'œuvre de Fernand Mysor est sa « brillante imagination ». Bien qu'il ait déjà montré son talent dans Va’ hour l’Illuminé , dans La Ville Assassinée, l'auteur explore une « fantaisie encore plus libre et audacieuse ». De Bregille regrette que la pierre philosophale, qui aurait pu « rétablir notre situation financière », ne soit qu'une invention. Il critique le personnage de Blasius, qui, au lieu de chercher le « bonheur » de son pays, choisit de « corrompre » et de « décomposer » la société. Malgré tout, de Bregille reconnaît dans le roman une « poésie savoureuse », une « intrigue attachante » et une « pittoresque fantaisie », même si l'auteur n'a pas exploité pleinement son « début prometteur ».
Louis Payen estime que Fernand Mysor « a beaucoup d'imagination » et le démontre dans son dernier roman. Il souligne l'« intérêt passionné » que suscite le personnage de Blasius, un homme « diabolique » qui « peuple une île » et règne par la « volupté dégradante ». Payen apprécie particulièrement la façon dont Mysor décrit « avec une luxuriante abondance » les fêtes données par Blasius, mais note également la chute de ce personnage qui « en sera puni » par une femme. En conclusion, Payen qualifie le roman de « vigoureux » et « hardi », tout en soulignant sa « belle qualité littéraire ».

### Par T.S.F.
Paul Petitot décrit le nouveau roman de Fernand Mysor comme une œuvre « captivante » qui allie une « âpre et cruelle étude psychologique » à une trame inspirée par la T.S.F. Il souligne que le protagoniste, Patrice de Beaumont, est « objet de répulsion et de dégoût », et évoque son existence « de reclus » dans une « gorge sinistre ». Petitot note l'originalité de l'intrigue et la richesse de la langue de Mysor, qualifiant son écriture de « riche et abondante, mordante aussi ». Finalement, il annonce que Mysor prépare déjà « L’Étrange Assassinat », laissant présager une continuité dans son exploration des thèmes sombres.

### Spasmes
Ernest Fornairon estime que Fernand Mysor n'est « pas un de ces écrivains anodins ou faciles » qui séduisent la bourgeoisie actuelle. Bien qu'il « s’applique à étayer ses romans de philosophie », il ne sacrifie jamais « l’imagination et le style », offrant ainsi un « double intérêt pour le lecteur ». Dans Spasmes, Mysor aborde le « problème » du rajeunissement, illustrant un « cas angoissant » d'un cœur et d'un esprit de vieillard dans le corps d'un adolescent. Fornairon souligne le « portrait sévère » et le « réalisme puissant » de la bourgeoisie provinciale, et note que Mysor, « puisant son inspiration dans la vie même », reste « plus universellement humain ».

## Œuvres

### Livres
- 1909 : Poèmes de la belle étreinte, éditions G. Siéver.
- 1922 : Le Cœur blessé, Coquette éditions.
- 1922 : L’âme ardente, éditions de l'Alouette
- 1923 : Les Semeurs d'épouvante, roman des temps jurassiques, Grasset. Réédité en 2015 dans la revue Gandahar n°2[22].
- 1924 : Va'Hour l'illuminé, roman, Éditions Baudinière.
- 1924 : La négresse dans la piscine, roman co-écrit avec Vincent Hyspa, éditions du siècle.
- 1925 : La Ville assassinée, roman, Éditions Baudinière.
- 1927 : Par T.S.F., roman, Éditions Fasquelle.
- 1929 : Spasmes, roman, Éditions Baudinière.
- 2016 : De la Terre d’autrefois à la Terre de demain (contient Poèmes des Temps jurassiques, L'Agape, Une Saisie, L'Embaumeur et la nouvelle La Mort du Soleil), Bibliogs, collection « Les Cahiers archéobibliographiques », n°6/7.

### Théâtre
- Auprès de ma blonde, fantaisie en un acte, co-écrit avec Vincent Hyspa, jouée en 1904 au Théâtre des Mathurins[23]
- Le droit d'aimer, comédie dramatique en trois actes, co-écrit avec M. Montjoyeux, représentée en 1906 au Théâtre du Parc à Bruxelles[24]
- Les révoltés, pièce sociale en trois actes, représentée en 1921 organisée par le Théâtre Indépendant et le Club du Faubourg au Théâtre de la Fourmi, 10, boulevard Barbès à Paris[25].